# كوجتيم بالا
كوجتيم بالا (بالسويدية: Kujtim Bala)‏ (25 مايو 1990 بهالمستاد في السويد - ) هو لاعب كرة قدم سويدي في مركز الوسط. شارك مع منتخب كوسوفو لكرة القدم. أما مع النوادي، فقد لعب مع نادي أوسترسوند ونادي هالمستاد وفاربرغس بويس ‏ ونادي سيريوس ‏.

## روابط خارجية
- كوجتيم بالا على موقع اتحاد السويد (السويدية)
- كوجتيم بالا على موقع قاعدة بيانات كرة القدم.إي يو (الإنجليزية)
- كوجتيم بالا على موقع Soccerway.com (الإنجليزية)